# Hapterer
Hapterer (av grekiskan haptein, ”fästa vid”), bot., skivformade eller fingerformade organ, varmed växter fäster sig fast vid substratet. Sådana finns hos de flesta fastsittande alger, t. ex. hos Fucus, där hapteren är utbildad till en häftskiva, som är hårt fastkittad vid underlaget, hos många lavar, flera lägre svampar (där de kallas appressorier) och vissa på sten växande mossor. Hos fanerogamerna förekommer de mera sällsynt, såsom på pogostemonacéernas rötter, på häftrötterna hos murgröna och andra rotklättrare och på klängena av Parthenocissus quinquefolia variant radicantissima med flera lianer. Med hjälp av haptererna kan dessa växter fästa sig fast vid ett alldeles slätt underlag.